# Fran García
Francisco José García Torres (Bolaños de Calatrava, 14 de agosto de 1999), más conocido como Fran García, es un futbolista español que juega de lateral izquierdo en el Real Madrid C. F. de la Primera División de España.

## Trayectoria
Natural de Bolaños de Calatrava, el lateral se unió al Cadete B del Real Madrid C. F. en 2013 procedente del equipo de su pueblo. Tras ir quemando etapas en el club madridista, en 2018 debutaría con el Real Madrid Castilla. Además, el lateral sería internacional con España sub-17 y sub-19.
El 6 de diciembre de 2018 debutó con el Real Madrid C. F. en el partido de Copa del Rey contra la U. D. Melilla, reemplazando a Dani Carvajal en el descanso y dando una asistencia a Isco.
Durante la temporada 2019-20, en las filas del Real Madrid Castilla C. F., disputó 27 partidos en Segunda B y logró anotar un gol, siendo un habitual en los entrenamientos del primer equipo del Real Madrid Club de Fútbol.
El 1 de septiembre de 2020, a pesar de tener contrato con el Real Madrid hasta 2022, no tenía opciones de subir al primer equipo con Zinedine Zidane, por lo que se marchó cedido con opción de compra al Rayo Vallecano para disputar la temporada 2020-21 en la Segunda División. En junio de 2021 el Rayo Vallecano hizo efectiva la opción de compra y se hizo con el 50% de los derechos del jugador.
El 9 de junio de 2023 el Real Madrid anunció su fichaje, retornando así al club en el que se formó.

## Selección nacional
En junio de 2023 fue convocado por primera vez con la selección española para disputar la fase final de la Liga de Naciones de la UEFA 2022-23 tras la lesión de Juan Bernat. Consiguieron ganar el título, aunque no llegó a jugar, y su debut se produjo el siguiente 12 de octubre en un partido de clasificación para la Eurocopa 2024 ante Escocia.

## Estadísticas

### Clubes
Actualizado al último partido disputado el 5 de julio de 2025.
| Club                                | Div.          | Temporada     | Liga  | Liga  | Liga   | Copas nacionales | Copas nacionales | Copas nacionales | Copas internacionales | Copas internacionales | Copas internacionales | Total | Total | Total  |
| Club                                | Div.          | Temporada     | Part. | Goles | Asist. | Part.            | Goles            | Asist.           | Part.                 | Goles                 | Asist.                | Part. | Goles | Asist. |
| ----------------------------------- | ------------- | ------------- | ----- | ----- | ------ | ---------------- | ---------------- | ---------------- | --------------------- | --------------------- | --------------------- | ----- | ----- | ------ |
| Real Madrid Castilla C. F. · España | 2.ª B         | 2018-19       | 32    | 0     | 0      | ―                | ―                | ―                | ―                     | ―                     | ―                     | 32    | 0     | 0      |
| Real Madrid C. F. · España          | 1.ª           | 2018-19       | 0     | 0     | 0      | 1                | 0                | 1                | 0                     | 0                     | 0                     | 1     | 0     | 1      |
| Real Madrid Castilla C. F. · España | 2.ª B         | 2019-20       | 27    | 1     | 3      | ―                | ―                | ―                | ―                     | ―                     | ―                     | 27    | 1     | 3      |
| Real Madrid Castilla C. F. · España | Total club    | Total club    | 59    | 1     | 3      | 0                | 0                | 0                | 0                     | 0                     | 0                     | 59    | 1     | 3      |
| Rayo Vallecano · España             | 2.ª           | 2020-21       | 41    | 1     | 4      | 2                | 1                | 0                | ―                     | ―                     | ―                     | 43    | 2     | 4      |
| Rayo Vallecano · España             | 1.ª           | 2021-22       | 34    | 1     | 0      | 5                | 0                | 1                | —                     | —                     | —                     | 39    | 1     | 1      |
| Rayo Vallecano · España             | 1.ª           | 2022-23       | 38    | 2     | 3      | 2                | 0                | 0                | —                     | —                     | —                     | 40    | 2     | 3      |
| Rayo Vallecano · España             | Total club    | Total club    | 113   | 4     | 7      | 9                | 1                | 1                | 0                     | 0                     | 0                     | 122   | 5     | 8      |
| Real Madrid C. F. · España          | 1.ª           | 2023-24       | 25    | 1     | 5      | 2                | 0                | 0                | 4                     | 0                     | 1                     | 31    | 1     | 6      |
| Real Madrid C. F. · España          | 1.ª           | 2024-25       | 31    | 0     | 2      | 7                | 0                | 2                | 15                    | 1                     | 1                     | 53    | 1     | 5      |
| Real Madrid C. F. · España          | Total club    | Total club    | 56    | 1     | 7      | 10               | 0                | 3                | 19                    | 1                     | 2                     | 85    | 2     | 12     |
| Total carrera                       | Total carrera | Total carrera | 228   | 6     | 17     | 19               | 1                | 4                | 19                    | 1                     | 2                     | 266   | 8     | 23     |

## Palmarés

### Títulos nacionales
| Título             | Club              | Año  |
| ------------------ | ----------------- | ---- |
| Supercopa          | Real Madrid C. F. | 2024 |
| Campeonato de Liga | Real Madrid C. F. | 2024 |

### Títulos internacionales
| Título                           | Club                | Sede         | Año  |
| -------------------------------- | ------------------- | ------------ | ---- |
| Liga de Naciones de la UEFA      | Selección de España | Países Bajos | 2023 |
| Liga de Campeones                | Real Madrid C. F.   | Londres      | 2024 |
| Supercopa de Europa              | Real Madrid C. F.   | Varsovia     | 2024 |
| Copa Intercontinental de la FIFA | Real Madrid C. F.   | Catar        | 2024 |